# WCW世界雙打冠軍
WCW世界雙打冠軍（英語：WCW World Tag Team Championship），是隸屬於世界摔角娛樂的前身，也就是當時的世界摔角聯盟的一冠軍項目。WCW世界雙打冠軍成立於1975年的世界冠軍摔角，退役於2001年11月18日的世界摔角聯盟。